# Campeonato Mundial de Esquí Nórdico de 1936
El XIII Campeonato Mundial de Esquí Nórdico se celebró en Garmisch-Partenkirchen (Alemania) entre el 6 y el 15 de febrero de 1936, dentro de los IV Juegos Olímpicos de Invierno (las pruebas de esquí de fondo y saltos en esquí incluidas en el programa contaron como pruebas del Mundial, no así las de combinada nórdica), bajo la organización de la Federación Internacional de Esquí (FIS) y la Federación Alemana de Esquí.

## Esquí de fondo
| Evento        | Oro                                    | Plata                              | Bronce                               |
| ------------- | -------------------------------------- | ---------------------------------- | ------------------------------------ |
| 18 km (12.02) | Erik-August Larsson · Suecia · 1:14:38 | Oddbjørn Hagen · Noruega · 1:15:33 | Pekka Niemi · Finlandia · 1:16:59    |
| 50 km (15.02) | Elis Wiklund · Suecia · 3:30:11        | Axel Wikström · Suecia · 3:33:20   | Nils-Joel Englund · Suecia · 3:34:10 |

## Salto en esquí
| Evento                       | Oro                                | Plata                               | Bronce                                 |
| ---------------------------- | ---------------------------------- | ----------------------------------- | -------------------------------------- |
| Trampolín individual (06.02) | Birger Ruud · Noruega · 232,0 pts. | Sven Eriksson · Suecia · 230,5 pts. | Reidar Andersen · Noruega · 228,9 pts. |

## Medallero
| Núm. | País      | Oro | Plata | Bronce | Total |
| ---- | --------- | --- | ----- | ------ | ----- |
| 1    | Suecia    | 2   | 2     | 1      | 5     |
| 2    | Noruega   | 1   | 1     | 1      | 3     |
| 3    | Finlandia | 0   | 0     | 1      | 1     |
|      | TOTAL     | 3   | 3     | 3      | 9     |